# Елеутеріу Мартінс
Елеутеріу Мартінс (порт. Eleutério Martins; нар. ) — колишній бразильський тенісист.
Найвищу одиночну позицію світового рейтингу — 171 місце досяг 11 листопада 1985, парну — 178 місце — 18 листопада 1985 року.

## Титули ATP Челленджер

### Парний розряд: (1)
| Ранг | Дата     | Турнір              | Покриття | Партнер   | Суперники                   | Рахунок  |
| ---- | -------- | ------------------- | -------- | --------- | --------------------------- | -------- |
| 1.   | Сер 1987 | Сан-Паулу, Бразилія | Ґрунт    | Жузе Даер | Рікардо Асіолі Дасіу Кампус | 6–3, 7–6 |